# Rheinfähre Bingen–Rüdesheim

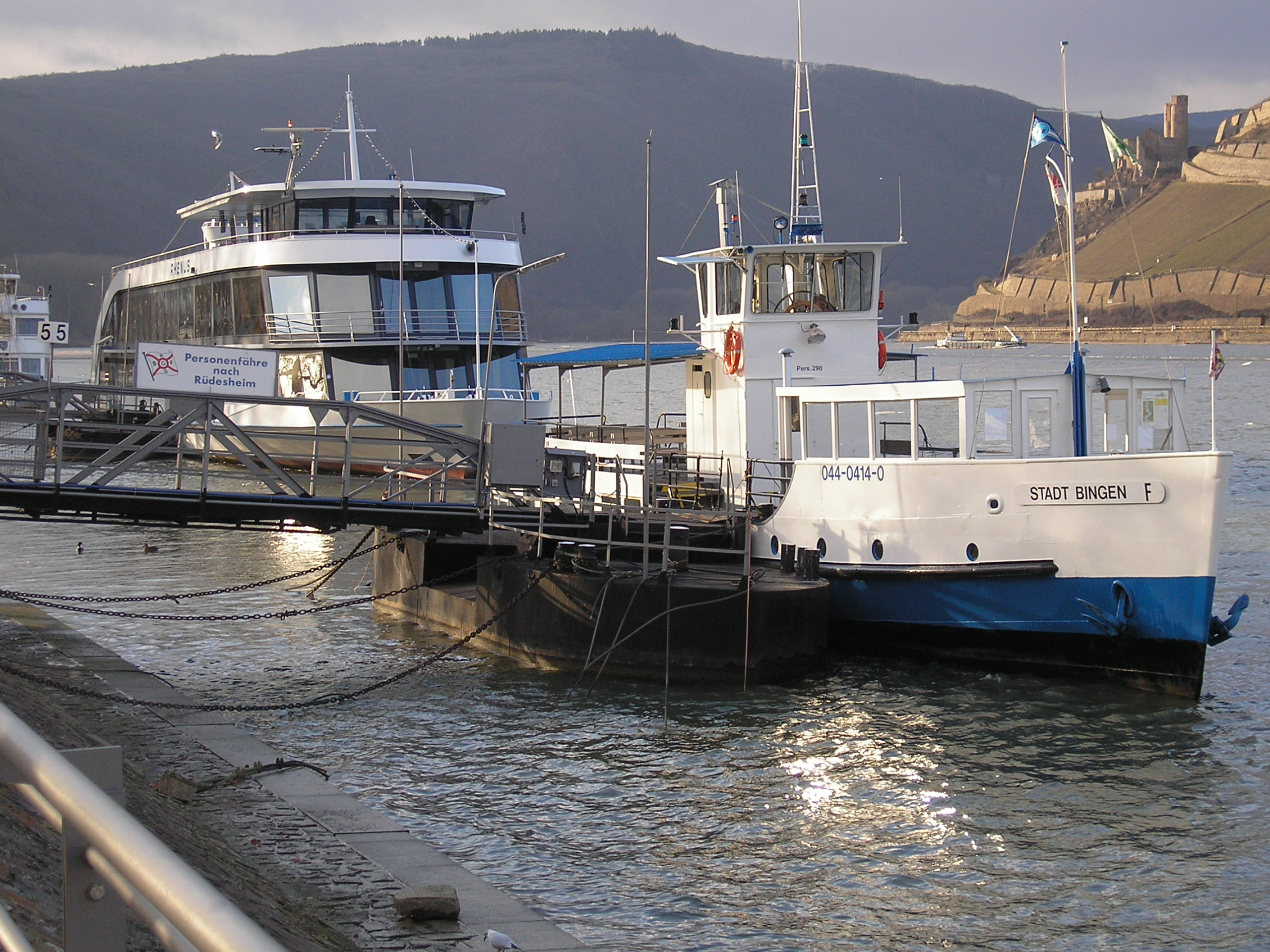
Fährschiff Stadt Bingen

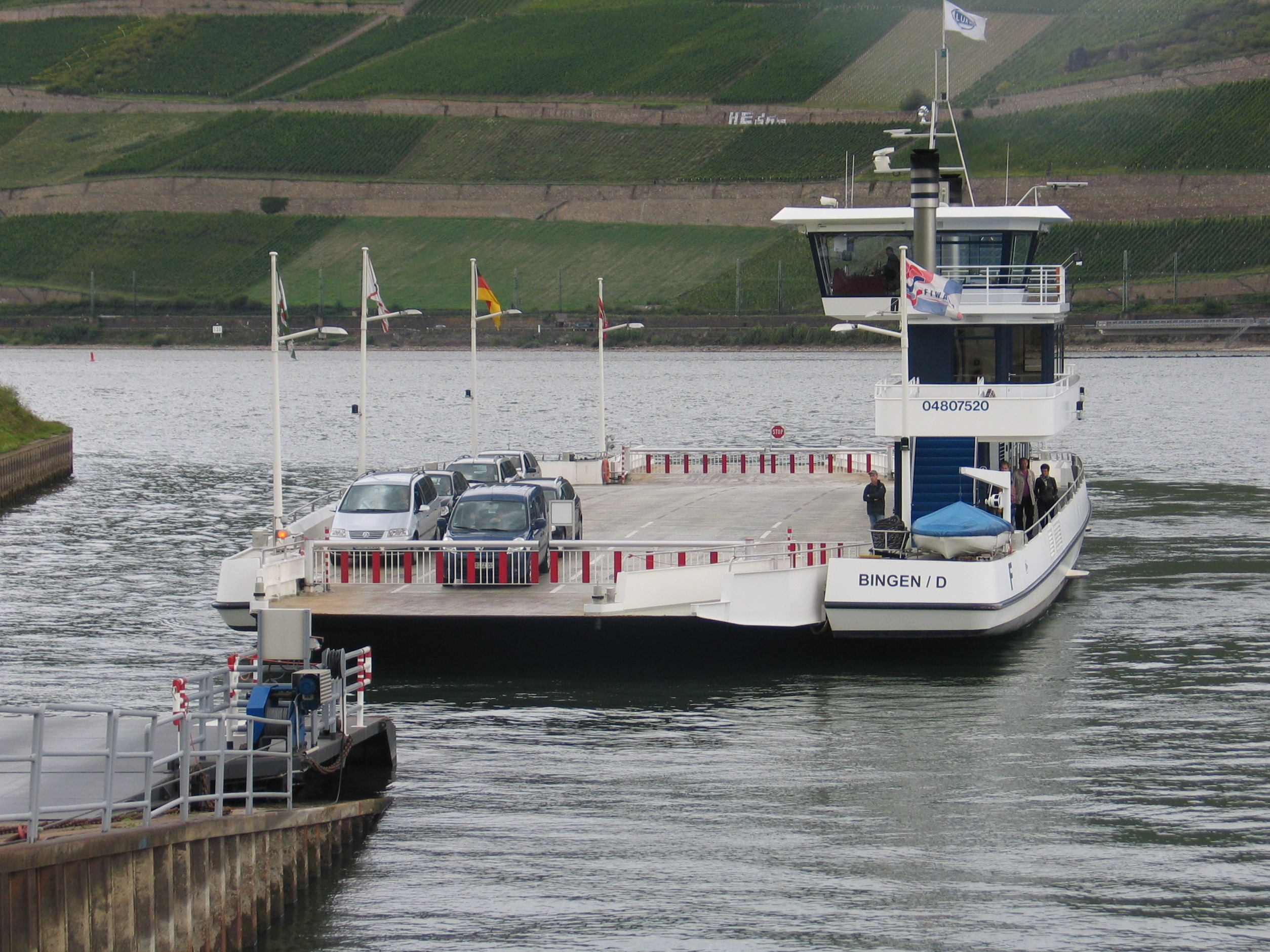
Fährschiff Rheintal

Die Rheinfähre Bingen–Rüdesheim besteht aus zwei Fährverbindungen über den Rhein zwischen dem linksrheinischen Bingen am Rhein im Landkreis Mainz-Bingen in Rheinland-Pfalz bei Stromkilometer 528 und dem rechtsrheinischen Rüdesheim am Rhein im Rheingau-Taunus-Kreis in Hessen bei Stromkilometer 527. Es handelt sich um eine Personenfähre und eine Autofähre.

## Geographische Lage
Der linksrheinische Schwimmanleger der Personenfähre befindet sich innenstadtnah am Binger Stadtbahnhof, die Fährrampe der Autofähre liegt weiter stadtauswärts im Winterhafen. Rechtsrheinisch landen beide Fähren in der Nähe des Rüdesheimer Bahnhofs. Beide Fährverbindungen werden von der Bingen-Rüdesheimer Fähr- und Schifffahrtsgesellschaft betrieben.

## Geschichte
In Bingen und Rüdesheim blicken Fährleute und Rheinschiffer auf eine jahrhundertelange Tradition zurück. Seit 1861 hatten sie mit Einrichtung des Trajekts Bingerbrück–Rüdesheim im Fährverkehr zwischen Rüdesheim und Bingen eine starke Konkurrenz erhalten zunächst durch die preußische Staatsbahn und später durch die Deutsche Reichsbahn. Die Bahn wollte den Personentransport auch nach Ende des Trajektverkehrs in Eigenregie weiter betrieben und verkaufte dafür auch Fahrkarten im Umsteigeverkehr zu den Zügen.

Autofähre von 1933 im Einsatz

Seit 1928 gingen die Fährleute beim Preußischen Ministerium für Handel und Gewerbe entschlossen gegen das Fährmonopol der Bahn vor. Ein offenes Ohr fanden sie dort schließlich in dem zuständigen Regierungsrat Paul Milatz. Nach gründlicher Prüfung der Sach- und Rechtslage und nach einer Dienstreise an den Rhein zu einem Ortstermin untersagte er der Reichsbahnhauptverwaltung schließlich, weiterhin einen Fährverkehr zwischen Bingen und Rüdesheim zu organisieren. Sie solle sich doch um ihre Eisenbahnen kümmern, schrieb Milatz in seinen Aufzeichnungen. Daraufhin schlossen sich im Jahr 1930 13 Fähr- und Schifferfamilien zur Bingen-Rüdesheimer Motorbootsbesitzer-Genossenschaft zusammen. Im Kampf gegen die Reichsbahn erstritten die Fährleute im Sommer 1930 zunächst einen Fährpachtvertrag. Zum 1. Oktober 1932 stellte die Reichsbahn ihren Fährbetrieb ein. 1933, nachdem die Reichsbahn im zunächst erbittert geführten Rechtsstreit gegen das preußische Handelsministerium eingelenkt hatte, erlangten die Fährleute einen „Staatsfährvertrag“. Zeitgleich wurde 1933 im Auftrag der Schiffergenossenschaft die Personenfähre Stadt Bingen und die Autofähre Stadt Rüdesheim gebaut. Noch im gleichen Jahr kam das Motorschiff Regierungsrat Milatz als zweite Personenfähre hinzu – mit diesem Namen wollten die Motorschiffer den Menschen würdigen, der wesentlich geholfen hatte, die wirtschaftliche Existenz ihres Berufsstandes zu sichern.

## Betrieb
Die Autofähre wird bei Bedarf von zwei Fährschiffen zugleich im Pendelverkehr bedient in der Weise, dass sie sich jeweils auf den Fährrampen beider Rheinseiten gegenüber liegen und sich auf der Fahrt in der Strommitte begegnen. Im Einsatz sind seit 2009 Rheintal und seit 2017 Mary Roos. Die Betriebszeit beginnt morgens um 5:30 Uhr und endet im Sommerhalbjahr um 24:00 Uhr, sonst um 22:00 Uhr. Das Personenfährschiff verkehrt im Sommerfahrplan zwischen 9:15 Uhr und 19:00 Uhr, sonst zwischen 10:00 Uhr und 17:30 Uhr, und zwar jeweils im Stundentakt.
Dass der schrankengesicherte Übergang der Bundesstraße 42 über die von Güterzügen stark frequentierte Rechte Rheinstrecke zwischen der rechtsrheinischen Fährrampe und der Stadt Rüdesheim liegt, sorgt regelmäßig für Verkehrsstaus im Berufs- und Ausflugsverkehr.
Die örtlichen Gegebenheiten stellen sicher, dass der Fährbetrieb auch bei Hoch- und Niedrigwasser noch aufrechterhalten werden kann, wenn andere Fähren weiter rheinauf- und rheinabwärts ihren Betrieb schon einstellen müssen. Auch oberhalb der Hochwassermarke II von 490 cm in diesem Streckenabschnitt, muss erst ab Pegel Bingen 650 cm der Betrieb eingestellt werden, weil dann an der Rüdesheimer Fährrampe die B42 überflutet ist.